# 庭院情缘
《庭院情缘》（法語：Dans la cour）是一部2014年的法国电影，由法国导演皮埃尔·沙尔瓦多利指导，法国演员古斯塔弗·德·科文和凯瑟琳·德纳芙主演。这部电影于2014年2月11日在第64届柏林国际电影节上首映。

## 概要
四十岁的音乐家Antoine突然决定结束他的职业生涯。 为了寻找一个安静的生活，他成为了房屋看护人。之后结识了年轻的，与丈夫一起生活却已经退休了的邻居Mathilde。这时墙上一个可能威胁房屋安全的裂缝引起了他们的注意。

## 角色
- 凯瑟琳·德纳芙 : Mathilde
- 古斯塔弗·德·科文（法语：Gustave Kervern） : Antoine
- Féodor Atkine（法语：Féodor Atkine） : Serge, Mathilde的丈夫
- 皮奥·马麦 : Stéphane
- Oleg Kupchik : Lev VF: Gerard Hernandez
- Michèle Moretti（法语：Michèle Moretti） : Colette, 秘教书商
- Nicolas Bouchaud（法语：Nicolas Bouchaud） : Maillard先生
- Garance Clavel（法语：Garance Clavel） : Antoine的前任
- Carole Franck（法语：Carole Franck） : 职业介绍所的女性
- Olivier Charasson : 专家
- Fanny Pierre : 年轻的妈妈

## 荣誉
- 2014年卡布尔电影节 : Swann d’Or du meilleur réalisateur[3]

- 第40届凯萨奖 : 最佳女演员提名